# پنتیروله نوئوو
پنتیروله نوئوو (به ایتالیایی: Pontirolo Nuovo) یک کومونه در ایتالیا است که در استان برگامو واقع شده‌است. پنتیروله نوئوو ۱۰٫۸ کیلومتر مربع مساحت و ۴٬۶۴۹ نفر جمعیت دارد و ۱۵۵ متر بالاتر از سطح دریا واقع شده‌است.